# 240
Криза Римської імперії у 3 столітті. Правління малолітнього імператора Гордіана III. У Китаї триває період трьох держав, найбільшою державою на території Індії є Кушанська імперія, у Персії править династія Сассанідів.
На території лісостепової України Черняхівська культура. У Північному Причорномор'ї готи й сармати.

## Події
- В римській провінції Африка повсталі війська проголосили імператором Сабініана. Повстання було придушене, Сабініана страчено в Карфагені.
- На Рейні на кордони імперії нападають франки.
- Далекий Схід. Прибуття посла від Вей назад до Японії.

## Народились
- Атал (дата приблизна), третій король остготів.
- Лактанцій (дата приблизна)
- Шрі-Гупта, прадід династії Гуптів.